# François Pérol

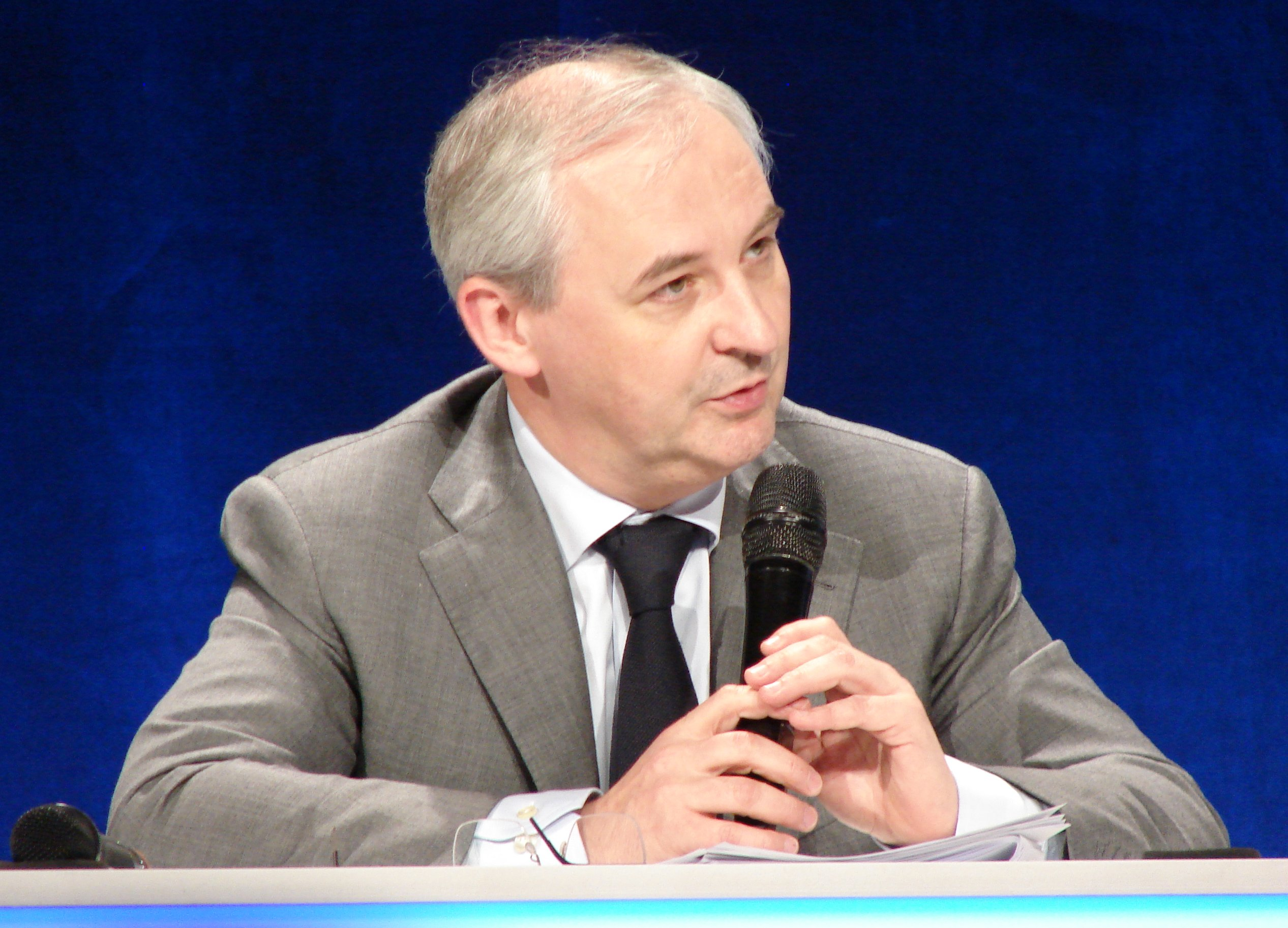
François Pérol, 2013

François Pérol (* 6. November 1963 in Le Creusot, Frankreich) ist ein französischer Bankier und früherer hochrangiger Beamter. Derzeit (2017) ist er Vorstandsvorsitzender von Natixis.

## Leben und Wirken
Pérol besuchte die École des hautes études commerciales de Paris (HEC), das Science Po und die École nationale d’administration (ENA).
1994 wurde Pérol Berichterstatter, später Generalsekretär des Comité interministériel de restructuration industrielle. Danach  leitete er von 1996 bis 1999 das Amt für die Finanzmärkte im Schatzamt, ferner war er der Generalsekretär des Pariser Clubs. 2001 wurde er Direktor für Finanzen und für wirtschaftliche Entwicklung beim Schatzamt. 
2002 wurde er Leiter des Stabes der Minister  Francis Mer und Nicolas Sarkozy, damals Minister für Wirtschaft, Finanzen und Industrie. Unter anderem hatte er sich um die Rettung von Alcatel, Bull und France Telecom zu kümmern, auch spielte er eine wichtige Rolle bei der  Rekapitalisierung von Alstom, die mit der  Europäischen Kommission vereinbart worden war. In der Folgezeit war er an der Gründung von Sanofi-Aventis beteiligt, an den Verhandlungen der französischen Regierung mit dem United States District Court in Los Angeles zur Beilegung des Falles Executive Life2, ferner organisierte er den Verkauf von Ixis durch die  Caisse des dépôts et consignations. 
Aufgrund der Zusammenarbeit mit dem damaligen Wirtschaftsminister Nicolas Sarkozy  trat er 2004 der UMP bei. Von 2005 bis 2007 war er geschäftsführender Gesellschaft der Rothschild Bank. In dieser Funktion beriet  er  Philippe Dupont, CEO der Banque Populaire bei der Gründung von Natixis.
Im Mai 2007 wurde er zum stellvertretenden Generalsekretär des Staatspräsidenten ernannt. In dieser Funktion wurde er zum „großen Architekten des Wirtschaftsprogramms von Nicolas Sarkozy“. Im Zusammenhang mit der Clearstream-Affäre beschuldigte ihn der Geschäftsmann Imad Lahoud, ein Treffen mit  Nicolas Sarkozy arrangiert zu haben, was Pérol allerdings bestreitet.
2009 wurde er Vorstandsvorsitzender der Groupe BPCE, im November 2012 wurde er für weitere 4 Jahre in dieser Funktion bestätigt.
Seit dem 1. September 2009 ist er Präsident des Französischen Bankenverbandes.